# Валько, Александр Петрович
Александр Петрович Валько (род. 18 августа 1939) — передовик советского сельского хозяйства, главный агроном

 колхоза «Путь к коммунизму» агропромышленного комплекса «Кубань» Тимашёвского района Краснодарского края, Герой Социалистического Труда (1987).

## Биография
Родился 18 августа 1939 года в станице Медведовская Тимашёвского района Северо-Кавказского края в семье хлебороба. Завершив обучение в семилетней школе в 1957 году, стал колхозником местного колхоза «Путь к коммунизму», который возглавлял Н.К.Еременко.
В 1962 году без отрыва от производственной деятельности завершил обучение в Славянском сельскохозяйственном техникуме, а в 1969 году успешно защитил дипломную работу в Кубанском сельскохозяйственном институте и получил специальность «учёный – агроном». 
На протяжении 15 лет работал агрономом в колхозной бригаде №5, которой первой в хозяйстве было присвоено почётное звание «Бригада высокой культуры земледелия». С апреля 1978 года был назначен и стал трудиться главным агрономом колхоза «Путь к коммунизму» (ныне ОАО "Агрофирма "Нива"). Как специалист земледелия применял интенсивную технологию выращивания зерновых и технологию возделывания пропашно — технических культур с применением в качестве удобрения жидкого аммиака. Предприятие стабильно получало высокие урожаи пшеницы.
За выдающиеся заслуги в получении высоких урожаев и дополнительного валового сбора при возделывании зерновых культур по интенсивным технологиям, Указом Президиума Верховного Совета СССР от 15 мая 1987 года Александру Петровичу Валько было присвоено звание Героя Социалистического Труда с вручением ордена Ленина и золотой медали «Серп и Молот».
Продолжал трудовую деятельность на том же сельскохозяйственном предприятии. В мае 2001 года вышел на заслуженный отдых. 
Проживает в станице Медведовская Тимашёвского района Краснодарского края.

## Награды
За трудовые успехи удостоен:
- золотая звезда «Серп и Молот» (15.05.1987)
- орден Ленина (15.05.1987)
- другие медали.
- Заслуженный работник сельского хозяйства Кубани

## Память
- В сентябре 2014 года на аллее Героев в городе Тимашёвске был установлен бюст Герою Валько А.П[2].